# Aéroport de Tapuruquara
L'Aéroport de Tapuruquara (code IATA : IRZ • code OACI : SWTP) est l'aéroport de Santa Isabel do Rio Negro au Brésil. Le nom Tapuruquara est le nom original de la commune, dont l'aéroport a officiellement pris l'appellation.

## Compagnies aériennes et destinations
| Compagnies              | Destinations                     |
| ----------------------- | -------------------------------- |
| Azul Brazilian Airlines | Manaus, São Gabriel da Cachoeira |

## Accès
L'aéroport est situé à plus d'1 km du centre-ville de Santa Isabel do Rio Negro.